# Gul solblomfluga
Gul solblomfluga (Syrphus ribesii) är en blomfluga som tillhör släktet solblomflugor. 

## Kännetecken
Gul solblomfluga är en medelstor blomfluga med en längd på mellan 10 och 13 millimeter. Bakkroppen har svart grundfärg med tre gula band, det främre bandet är avbrutet på mitten. Även mittbandet kan ibland vara avbrutet. Bakkroppens sidokanter är omväxlande gula och svart, till skillnad från vissa andra arter i släktet. Undersidan på bakkroppen är mörkt tecknad. Ögonen saknar synlig behåring. Pannan är gråpudrad. Antennerna är gulbrunaktiga och med ett naket antennborst.

## Levnadssätt
Man hittar gul solblomfluga i närheten av löv och blandskog, men även i många andra miljöer. Man kan se den suga nektar på många olika blommor, gärna flockblommiga och korgblommiga örter. Man ser den i Sverige från början av maj till början av oktober. Larven lever på bladlöss som finns på många olika växter. Larverna kan på hösten påträffas under löv på marken.

## Utbredning
Gul solblomfluga är mycket allmän i hela Norden. Den finns i hela Europa och österut genom Asien bort till Stilla havet. Den finns även i Nordamerika. 

## Etymologi
Ribesii syftar på växtsläktet Ribes.